# Jónás Imre
Jónás Imre (Szőgyén, 1874. október 7. – Alsógyőröd, 1945. július 7.) szlovákiai magyar plébános.

## Élete
Középiskoláit Pozsonyban és Esztergomban végezte, majd Esztergomban teológiát végzett. 1899-ben pappá szentelték. Muzslán, Naszvadon és Léván volt káplán, majd 1914-től Alsógyőröd plébánosa lett.
Az államfordulat után az OKP lévai pártkörzetének elnöke volt és harcolt a helyi magyar istentisztelet és iskola érdekében is. 1924-ben politikai nyomásra el akarták távolítani. 1926-ban részt vett a komáromi Marianum alapításában. 1927-ben a szlovák nyelvű vasárnapi istentisztelet nagy felháborodást váltott ki. 1928 végén 2 hét felfüggesztett fegyházbüntetést kapott.
1939-ben a Magyar Párt keresztényszocialista papi klubjának érsekújvári gyűlésén a pozsonyi Concordia nyomda történetét adta elő.
A magyar pártok egyesülése után is politikailag aktív tag maradt. Az 1938-ban alapított Magyar Katolikus Sajtóbizottság választmányi tagja volt.